# 分辨率

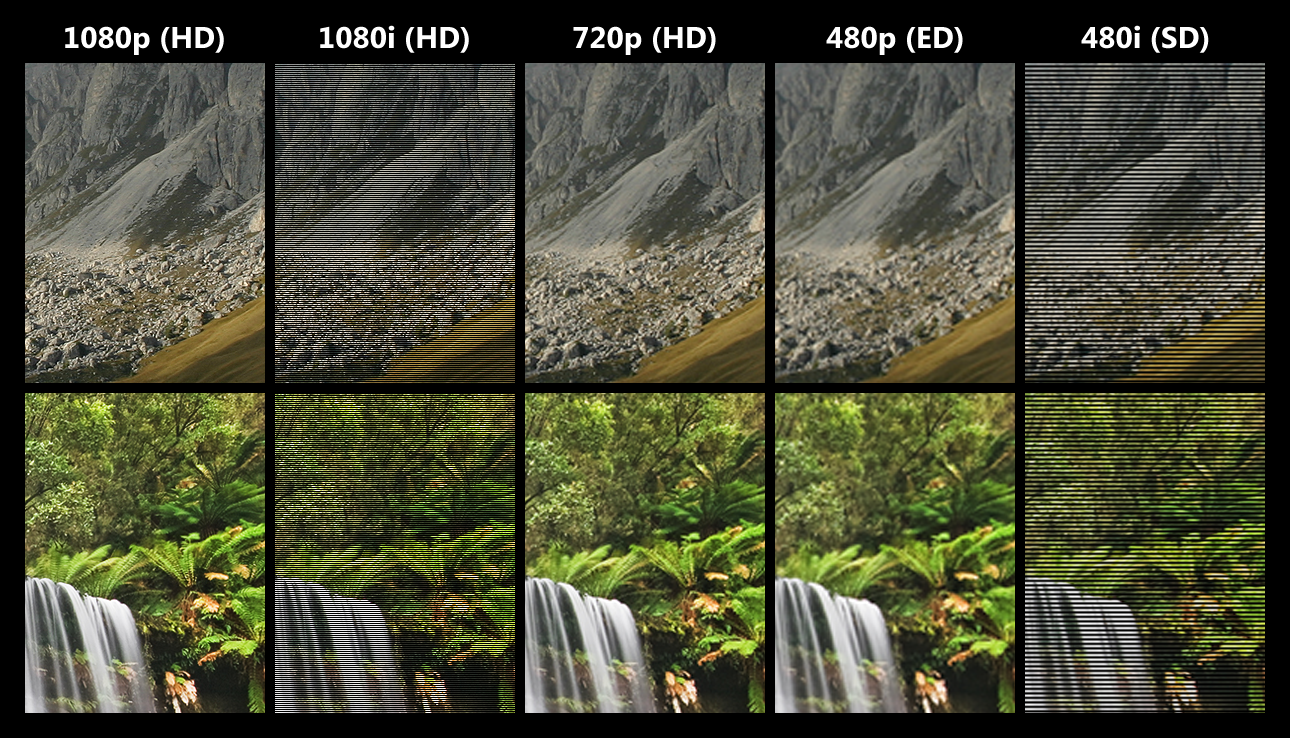
不同解析的畫質

解析度（英語：resolution）又称分辨率（resolving power），泛指量測或顯示系統對細節的分辨能力。此概念可以用時間、空間等領域的量測。影像分辨率（image resolution）则专指影像、图像记录物体细部能力的一种度量，此时又称解像度、解像力。解析度是通過將圖像高度的像素數乘以寬度的像素數來決定的。
日常用語中之分辨率，多指影像“清晰度”（definition）。解析度越高代表影像品質越好，越能表現出更多的細節；但相對的，因為紀錄的資訊越多，檔案也就會越大。個人電腦裡的影像，可以使用影像處理軟體（例如Adobe Photoshop、PhotoImpact、Gimp）調整大小、提高影片解析度、編輯相片等。

## 像素密度與像素總數
像素密度
單位长度內的像素數量除以單位长度，單位為PPI（Pixels Per Inch）。像素密度越高，說明像素越密集，5PPI表示每英吋有5個像素，500PPI表示每英吋有500個像素，PPI的數值高，圖片和影片的清晰度就更高。
像素總數
圖片、影像的單獨一幀圖所含像素的數量，單位為像素，計算方式為長邊的像素個數乘以短邊的像素個數。

## 定義
1. 影像處理或信号处理中的空间或时间分辨率：能夠分辨影像中兩个点或线的能力。最好的數學定义是使用点扩展函数的分布大小。
2. 信号处理中的频谱分辨率，由观察的时间窗长所决定的所能够分辨的最小的频谱分量的差别。

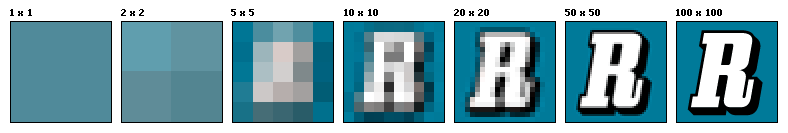
不同解像度的圖像的差別

## 单位
描述分辨率的单位有：dpi（点每英寸）、lpi（线每英寸）和ppi（像素每英寸）。但只有lpi是描述光学分辨率的尺度的。虽然dpi和ppi也属于分辨率范畴内的单位，但是他们的含义与lpi不同。而且lpi与dpi无法换算，只能凭经验估算。
另外，ppi和dpi经常都会出现混用现象。但是他们所用的领域也存在区别。从技术角度说，“像素”只存在于电脑显示领域，而“点”只出现于打印或印刷领域。

### 相关换算
ppi和lpi可以换算，lpi等于ppi的一半，但是取决于取樣定理。
- Analogue and early digital[3]

## 種類

### 频谱分辨率
像素(pixel)所具有頻譜(band)的分辨能力，一般影像多為RGB影像，因此頻譜皆為3。而有些衛星影像多了不可見光的感測器(sensor)，可拍攝高光譜影像。

### 影像分辨率
用以描述影像細節分辨能力，同樣適用於數位影像、膠卷影像、及其他類型影像。常用'線每毫米'、'線每英寸'等來衡量。
通常，「解析度」被表示成每一個方向上的像素數量，比如640x480等。而在某些情況下，它也可以同時表示成「每英寸像素」（pixels per inch，ppi）以及圖形的寬度和高度。比如72ppi，和8x6英寸

### 光學分辨率
與影像分辨率似，惟著重光學透鏡重效果。常用Optical Transfer Function（OTF），Modulation Transfer Function（MTF）來衡量。

### 顯示分辨率
對電腦顯示器等，分辨率是用像素數目衡量；對數位文件印刷，分辨率是通常用每英寸所含點或像素〔dpi〕來衡量。

### 数码相机分辨率
像素數目大的數位相機，較能够输出高分辨率的图像。相機制造商多数使用像素數目代表分辨率。
- 像素
- 体素
- 分素
- 纹素
- 成像
- 影像分析

在立體3D圖像中，空間分辨率可以定義為由立體攝像機（左右攝像機）的兩個視點記錄或捕獲的空間信息。

## 各種媒體解析度
- 現代數碼相機分辨率
  - 數碼中畫幅相機[5]–單個但不組合一個大型數碼傳感器– 80 MP（從2011年開始，到2013年有效）– 10320×7752或10380×7816（81.1 MP）[6]
- 長鏡頭[7]
- 數碼相機–佳能EOS 5DS – 51 MP（8688×5792）[8]
- 手機–諾基亞808 PureView – 41 MP（7728×5368），諾基亞Lumia 1020 –也41 MP（7712×5360）[9]